# 서울삼정초등학교
서울삼정초등학교는 대한민국 서울특별시 강서구 방화동에 있는 공립 초등학교이다.

## 학교 연혁
- 1994년 5월 6일 서울삼정국민학교 개교
- 1996년 3월 1일 현재 교명으로 변경
- 1996년 4월 10일 급식실 개관
- 1998년 4월 16일 다목적교실(예절실) 설치
- 2000년 11월 18일 삼정 느티나무 축제(제1회)
- 2002년 2월 1일 멀티미디어 방송실 개관
- 2003년 6월 13일 생태연못 및 우리 꽃동산 준공
- 2003년 9월 1일 방과후 보육교실‘Happy Room’ 개관
- 2004년 3월 1일 교육상담실 개관
- 2007년 8월 30일 화장실 현대화(5층 10개동), 보건실 환경 개선 공사
- 2007년 12월 17일 도서관 ‘꿈샘터’ 개관
- 2008년 2월 1일 컴퓨터실 리모델링
- 2008년 3월 3일 평생교육실 ‘이지룸(EASY Room)’ 설치
- 2008년 3월 29일 학급 내 원목 사물함 설치(전 교실)
- 2008년 5월 16일 학생용 책걸상 교체(1-3학년)
- 2008년 6월 24일 교실 냉방 개선 공사(전 교실 에어컨 설치)
- 2008년 7월 1일 교단선진화사업(PC 및 모니터 교체)
- 2008년 8월 30일 과학실 리모델링, 정문 교체 및 진입로 보수(바닥 포장, 휀스 설치)
- 2008년 11월 4일 삼정 느티나무 축제(제5회)
- 2008년 12월 15일 수련교육 우수학교 표창(교육감)
- 2008년 12월 24일 영어전용교실 ‘삼정 E-Spot’ 개관
- 2009년 2월 9일 교실 OA 및 사물함 설치
- 2009년 2월 27일 교사동 복도 및 계단 도색
- 2009년 3월 27일 다목적실 리모델링 및 교과교실 설치(실과실, 미술실)
- 2009년 4월 23일 교실 영상장치 교체(20교실 PDP 설치)
- 2009년 11월 6일 ‘꿈동이 놀이터’ 및 철봉대 설치
- 2010년 5월 18일 체육관 ‘힘샘터’개관(면적 970.57m2)
- 2011년 5월 4일 특수학급(도움반) 교실 설치
- 2013년 4월 26일 시청각실(누리울) 개관
- 2014년 4월 30일 스마트 스쿨 개관
- 2015년 3월 1일 서울형 혁신학교 운영(~ 2018년)
- 2015년 3월 10일 나라사랑체험관 설치
- 2015년 3월 16일 돌봄겸용교실(해피룸2) 개관
- 2016년 2월 16일 제22회 졸업식 (36명, 누계 2,738명)
- 2016년 6월 11일 제1회 행복한 토요 삼정가족 나들이
- 2016년 9월 9일 캄보디아 교육공무원 학교 방문
- 2016년 12월 7일 제2회 작은 음악회
- 2017년 2월 17일 제23회 졸업식 (56명, 누계 2,794명)
- 2017년 8월 20일 운동장 스탠드 친환경 페인트 공사
- 2017년 10월 18일 느티울 가족 운동회
- 2018년 2월 13일 제24회 졸업식 (42명, 누계 2,836명)
- 2019년 2월 15일 제25회 졸업식 (36명, 누계 2,872명)
- 2019년 3월 1일 제2기 혁신학교 재지정(~ 2023년)
- 2019년 6월 12일 다목적실 방음공사
- 2019년 8월 20일 급식실 바닥공사
- 2019년 11월 20일 삼정 어린이 축제 한마당
- 2020년 2월 13일 제26회 졸업식 (44명, 누계 2,916명)
- 2022년 1월 승강기 공사
- 2023년 3월 교사동 통합( 창호, 바닥 교체, 소방,전기)공사 및 내진보강공사
- 2024년 5월 6일 개교 30주년

## 학교 상징
- 교화(校花) - 개나리(장수, 사랑과 지혜, 주인정신) : 고운 마음으로 튼튼하게 자라자.
- 교목(校木) - 느티나무(새 희망, 근면, 명랑) : 고운 마음으로 튼튼하게 자라자.

## 참고 자료
- 서울삼정초등학교 - 한국교육학술정보원 학교알리미